# Битва при Амфиполе
Битва при Амфиполе стала последней стычкой войск Афин и их союзников с армией Пелопоннесского союза во главе со Спартой. После этого сражения военные действия фактически завершились, а через год стороны заключили Никиев мир, увенчавший первый период Пелопоннесской войны.
Амфипольское сражение обозначило военное превосходство спартанцев над афинянами в сухопутной войне, что заставило последних в будущем отдавать предпочтение морским операциям.

## Предыстория
Фракия и полуостров Халкидика были одним из главных театров военных действий в первый период
Пелопоннесской войны. Афины имели здесь значительное влияние, располагали колониями и союзными городами. Но некоторые из союзников отпали от афинян, а потому последние были вынуждены держать здесь крупные военные силы для усмирения мятежных полисов.
Особенно противостояние на севере Балканского полуострова разгорелось после того, как туда был направлен двухтысячный спартанский экспедиционный корпус во главе с Брасидом. Этот полководец при помощи искусной дипломатии привлекал на свою сторону халкидские и фракийские города. Афинские гарнизоны уничтожались.
После того, как на сторону Спарты перешла крупная колония Афин Амфиполь, дела у Делосского союза пошли совсем плохо. В это время во главе афинской политики встал Клеон — лидер демократических сил и сторонник активной борьбы со Спартой. Ему удалось заручиться поддержкой народа и получить военный отряд, с которым он стремительно бросился в Халкидику с целью нанести спартанцам решающее поражение.

## Битва
Афинское войско, подошедшее к Амфиполю, действовало довольно нерешительно. В отличие от Брасида, Клеон не был талантливым полководцем. Он ожидал подкреплений, а для начала все же принял решение выдвинуть свои силы для наблюдения за неприятелем.
В это время спартанский военачальник готовился к решительной битве. Он разделил своё войско на две части, причем большую передал своему помощнику Клеариду. Ставка Брасида была на то, что афиняне, увидев его небольшой отряд, атакуют его, а в этот момент на них самих нападет Клеарид.
Однако, Клеон, заметив, что враг готовится к вылазке, решил отступить. Пелопоннесцы незамедлительно воспользовались этим и напали на отходивших афинян. Левый афинский фланг был сразу же разгромлен и обратился в бегство. Не выдержал атаки и центр войск Клеона. Во время бегства сам афинский военачальник был настигнут вражеским пелтастом и убит.
Лишь правое крыло армии Делосского союза держалось стойко. В атаке на него получил смертельную рану сам Брасид. Но в конце концов союзные спартанцам миркинские и халкидские всадники, а также легкая пехота окружили неприятеля. Они засыпали афинян дротиками, и те дрогнули.
Делосский союз потерпел полное поражение, потеряв до шестисот воинов. Погиб афинский полководец Клеон. Но не стало и храброго Брасида, поэтому после битвы военные действия во Фракии и Халкидике практически сошли на нет.

## Итоги
После гибели Клеона, вождя демократии, в Афинах возобладала «партия мира», которую представляли олигархические круги, стремившиеся к хорошим отношениям с аристократической Спартой. Не прочь получить передышку были и спартанцы, которые потеряли одного из самых талантливых своих полководцев.
По имени лидера афинских олигархов Никия мирный договор, заключенный в 421 г. до н. э., получил своё название (Никиев мир). Однако, противоречия между Спартой и Афинами были столь сильны, что война вскоре разгорелась с новой, еще большей силой.